# Alan Lloyd Hodgkin
Pour les articles homonymes, voir Hodgkin.
Alan Lloyd Hodgkin (5 février 1914 à Banbury, Oxfordshire, Angleterre – 20 décembre 1998 à Cambridge, Angleterre), est un physiologiste et biophysicien britannique, lauréat en 1963 du prix Nobel de physiologie ou médecine pour ses travaux en collaboration avec Andrew Huxley sur les bases du potentiel d’action nerveux, c’est-à-dire l’impulsion électrique transmise entre le système nerveux central et le reste de l’organisme. Hodgkin et Huxley partagent cette année le prix Nobel avec John Carew Eccles, ce dernier étant récompensé pour ses recherches sur la synapse.
Les découvertes de Hodgkin et Huxley leur permirent de postuler l’existence des canaux ioniques, laquelle ne put être confirmée expérimentalement que plusieurs dizaines d’années plus tard.

## Biographie
Hodgkin fréquenta l’école de Gresham's School à Holt dans le Norfolk. Il fit ses études universitaires à Trinity College (Cambridge). Pendant la guerre, il servit comme volontaire en médecine aéronautique au Royal Aircraft Establishment de Farnborough. Il fut ensuite transféré au Telecommunications Research Establishment (TRE) où il contribua au développement du radar centimétrique, notamment celui équipant le système de missiles aéroportés connu sous le nom de code de « Village Inn (en) ».

## Travaux scientifiques
Ses expériences à l’université de Cambridge en collaboration avec Andrew Huxley, débutèrent dans les années 1930 et se poursuivirent dans les années 1940, après l’interruption de la Seconde Guerre mondiale. Les mesures effectuées par les deux chercheurs et qui leur permirent d’établir leur théorie du potentiel d’action représentent l’une des premières applications de la technique électrophysiologique connue sous le nom de voltage clamp. Leur matériel d’étude était l’axone géant de calmar (Loligo pealei), la seule structure nerveuse assez volumineuse pour leur permettre d’enregistrer les courants ioniques.
La théorie de Hodgkin et Huxley fut publiée en 1952, et confirmée 4 décennies plus tard par la technique du patch-clamp, ce qui valut le prix Nobel en 1991 à Erwin Neher et Bert Sakmann.

## Distinctions et récompenses
Hodgkin fut fait chevalier commandeur de l'Ordre de l'Empire britannique (KBE) en 1972 et élevé à l’Ordre du Mérite en 1973. De 1970 à 1975 il fut Président de la Royal Society et de 1978 à 1984 il fut « Master » du Trinity College.